# Jonathan Suazo
Jonathan Andrés Suazo Cuevas (Cabrero, 17 novembre 1989) è un calciatore cileno, difensore del Dep. Linares.